# Kroktjärnen (Ytterhogdals socken, Hälsingland)
Kroktjärnen är en sjö i Härjedalens kommun i Hälsingland och ingår i Ljusnans huvudavrinningsområde.